# Phaeoparia aequatorialis
Phaeoparia aequatorialis är en insektsart som först beskrevs av Giglio-tos 1898.  Phaeoparia aequatorialis ingår i släktet Phaeoparia och familjen Romaleidae. Inga underarter finns listade i Catalogue of Life.